# 9-я гвардейская бомбардировочная авиационная дивизия
9-я гвардейская бомбардировочная авиационная Сталинградско-Речицкая Краснознаменная ордена Суворова дивизия (9-я гв. бад) — авиационное соединение Военно-Воздушных сил (ВВС) Вооружённых Сил РККА ночной бомбардировочной авиации, принимавшее участие в боевых действиях Великой Отечественной войны.

## История наименований дивизии
- 75-я смешанная авиационная дивизия;
- 75-я авиационная дивизия;
- 75-я истребительная авиационная дивизия.
- ВВС 38-й армии;
- 271-я ночная бомбардировочная авиационная дивизия;
- 271-я ночная бомбардировочная авиационная Сталинградская дивизия;
- 271-я ночная бомбардировочная авиационная Сталинградско-Речицкая ордена Суворова дивизия;
- 9-я гвардейская ночная бомбардировочная авиационная Сталинградско-Речицкая ордена Суворова дивизия;
- 9-я гвардейская бомбардировочная авиационная Сталинградско-Речицкая ордена Суворова дивизия;
- 9-я гвардейская бомбардировочная авиационная Сталинградско-Речицкая Краснознаменная ордена Суворова дивизия.

## История и боевой путь дивизии
9-я гвардейская бомбардировочная авиационная Сталинградско-Речицкой ордена Суворова дивизия преобразована из 271-й ночной бомбардировочной авиационной Сталинградско-Речицкой ордена Суворова дивизии приказом НКО СССР № 0270 от 19 августа 1944 года за проявленную отвагу в боях, дисциплину и организованность, за героизм личного состава, проявленные воинами дивизии в борьбе с немецкими захватчиками.
Весь свой боевой путь дивизия прошла в составе 16-й воздушной армии 1-го Белорусского фронта. Осенью 1944 года дивизия поддерживала войска 47-й армии при освобождении предместья Варшавы — Праги. С середины января дивизия принимала участие в Висло-Одерской наступательной операции. В феврале полки дивизии содействовали войскам 8-й гвардейской армии в овладении крепостью Познань.
В конце февраля — начале марта дивизия принимала участие в ликвидации восточно-померанской группировки противника. В апреле 1945 года в ходе Берлинской наступательной операции дивизия ночными действиями по штабам и узлам связи перед фронтом 5-й ударной и 8-й гвардейской армии нарушила управление войсками противника на главном направлении, поражая живую силу и опорные пункты, содействуя войскам фронта в прорыве его обороны. В ночь на 21 апреля полки дивизии действовали по опорным пунктам противника северо-восточнее Берлина и в его пригородах, уничтожая боевую технику и войска противника. За образцовое выполнение заданий командования в боях при прорыве обороны немцев и при наступлении на Берлин и проявленные при этом доблесть и мужество 28 мая 1945 года дивизия награждена орденом Красного Знамени.

### Участие в операциях и битвах
- Белорусская операция — с 19 августа 1944 года по 29 августа 1944 года.
- Сероцкая наступательная операция — с 30 августа 1944 года по 2 ноября 1944 года.
- Висло-Одерская наступательная операция
  - Варшавско-Познанская наступательная операция — с 14 января 1945 года по 3 февраля 1945 года.
- Восточно-Померанская операция
  - Арнсвальде-Кольбергская наступательная операция — с 1 марта 1945 года по 20 марта 1945 года.
  - Альтдамская наступательная операция — с 18 марта 1945 года по 4 апреля 1945 года.
- Берлинская наступательная операция
  - Зееловско-Берлинская наступательная операция — с 16 апреля 1945 года по 2 мая 1945 года.

### В действующей армии
В составе действующей армии дивизия находилась с 19 августа 1944 года по 9 мая 1945 года.

### Послевоенная история дивизии
После окончания войны дивизия входила в состав 16-й воздушной армии, с июня 1945 года в составе 16-й воздушной армии Группы советских оккупационных войск в Германии. Решением НКО СССР в связи с послевоенным сокращением Вооруженных сил СССР 9-я гвардейская бомбардировочная авиационная Сталинградско-Речицкая Краснознаменная ордена Суворова дивизия в июне 1946 года была расформирована в составе 16-й воздушной армии Группы советских оккупационных войск в Германии.

### Командир дивизии
| Звание    | Имя                           | Период                                | Примечание |
| --------- | ----------------------------- | ------------------------------------- | ---------- |
| Полковник | Рассказов Константин Иванович | 19 августа 1944 года — июнь 1946 года |            |

### В составе объединений
| Дата          | Фронт (округ)                                   | Армия                | Примечания |
| ------------- | ----------------------------------------------- | -------------------- | ---------- |
| 19.08.1944 г. | 1-й Белорусский фронт                           | 16-я воздушная армия |            |
| 09.05.1945 г. | 1-й Белорусский фронт                           | 16-я воздушная армия |            |
| 10.06.1945 г. | Группа советских оккупационных войск в Германии | 16-я воздушная армия |            |
| 01.07.1946 г. | Группа советских оккупационных войск в Германии | 16-я воздушная армия |            |

## Части и отдельные подразделения дивизии
За весь период своего существования боевой состав дивизии не претерпевал изменений:
| Период                     | Наименование                                              | Вооружение          |
| -------------------------- | --------------------------------------------------------- | ------------------- |
| 19.08.1944 — 01.07.1946 г. | 23-й гвардейский ночной бомбардировочный авиационный полк | По-2, расформирован |
| 19.08.1944 — 01.07.1946 г. | 44-й гвардейский ночной бомбардировочный авиационный полк | По-2, расформирован |
| 19.08.1944 — 01.07.1946 г. | 45-й гвардейский ночной бомбардировочный авиационный полк | По-2, расформирован |

## Почётные наименования
- 23-му гвардейскому ночному бомбардировочному авиационному полку Приказом НКО СССР № 0350 от 31 октября 1944 года за отличия в боях при овладении крепостью Прага — предместьем Варшавы и важным опорным пунктом обороны немцев на восточном берегу Вислы присвоено почётное наименование «Пражский»[3].
- 45-му гвардейскому ночному бомбардировочному авиационному полку приказом НКО СССР № 010 от 19 февраля 1945 года за отличия в боях при овладении городом Варшава — важнейшим стратегическим узлом обороны немцев на реке Висла присвоено почётное наименование «Варшавский»[4].

## Награды
- 9-я гвардейская бомбардировочная авиационная Сталинградско-Речицкая дивизия Указом Президиума Верховного Совета СССР от 28 мая 1945 года награждена орденом «Боевого Красного Знамени».
- 23-й гвардейский ночной бомбардировочный авиационный Пражский полк Указом Президиума Верховного Совета СССР от 23 февраля 1945 года за образцовое выполнение заданий командования в боях с немецкими захватчиками при овладении городом и крепостью Познань награждён орденом «Суворова III степени».
- 45-й гвардейский ночной бомбардировочный авиационный Варшавский полк Указом Президиума Верховного Совета СССР от 14 сентября 1944 года за успешные действия в боях за овладение предместьем Варшавы — городом Прага награждён орденом «Суворова III степени».
- 45-й гвардейский ночной бомбардировочный авиационный Варшавский ордена Суворова полк Указом Президиума Верховного Совета СССР от 23 февраля 1945 года за образцовое выполнение заданий командования в боях с немецкими захватчиками при овладении городом и крепостью Познань награждён орденом «Боевого Красного Знамени».

## Благодарности Верховного Главнокомандующего
Воинам дивизии объявлены благодарности Верховного Главнокомандующего: 
- За отличие в боях при овладении крепостью Прага — предместьем Варшавы и важным опорным пунктом обороны немцев на восточном берегу Вислы[3];
- За отличие в боях при овладении городом Варшава — важнейшим стратегическим узлом обороны немцев на реке Висла[4];
- За отличие в боях при овладении городами Штаргард, Наугард, Польцин[5];
- За отличие в боях при овладении городом Альтдамм и ликвидации сильно укрепленного плацдарма немцев на правом берегу реки Одер восточнее Штеттина[6].
- За отличие в боях при овладении городами Франкфурт-на-Одере, Вандлитц, Ораниенбург, Биркенвердер, Геннигсдорф, Панков, Фридрихсфелъде, Карлсхорст, Кепеник и вступление в столицу Германии город Берлин[7].

## Отличившиеся воины дивизии
- Мартынов Алексей Петрович, гвардии старший лейтенант, заместитель командира эскадрильи 45-го гвардейского ночного бомбардировочного авиационного полка 9-й гвардейской бомбардировочной авиационной дивизии 16-й воздушной армии Указом Президиума Верховного Совета СССР от 15 мая 1946 года удостоен звания Герой Советского Союза. Золотая Звезда № 8970.
- Михаленко Константин Фомич, гвардии  старший лейтенант, командир звена 45-го гвардейского ночного бомбардировочного авиационного полка 9-й гвардейской бомбардировочной авиационной дивизии 16-й воздушной армии Указом Президиума Верховного Совета СССР от 15 мая 1946 года удостоен звания Герой Советского Союза. Золотая Звезда № 8965.
- Попович Владимир Трофимович, гвардии старший лейтенант, командир эскадрильи 44-го гвардейского ночного бомбардировочного авиационного полка 9-й гвардейской бомбардировочной авиационной дивизии 16-й воздушной армии Указом Президиума Верховного Совета СССР от 15 мая 1946 года удостоен звания Герой Советского Союза. Золотая Звезда № 7036.
- Рыков, Леонид Васильевич, гвардии старший лейтенант, заместитель командира эскадрильи 44-го гвардейского бомбардировочного авиационного полка 9-й гвардейской бомбардировочной авиационной дивизии 16-й воздушной армии Указом Президиума Верховного Совета СССР от 15 мая 1946 года удостоен звания Герой Советского Союза. Золотая Звезда № 8080.
- Харитошкин Александр Николаевич, гвардии  старший лейтенант, командир звена 23-го гвардейского ночного бомбардировочного авиационного полка 9-й гвардейской бомбардировочной авиационной дивизии 16-й воздушной армии Указом Президиума Верховного Совета СССР от 15 мая 1946 года удостоен звания Герой Советского Союза. Золотая Звезда № 7061.